# Killem

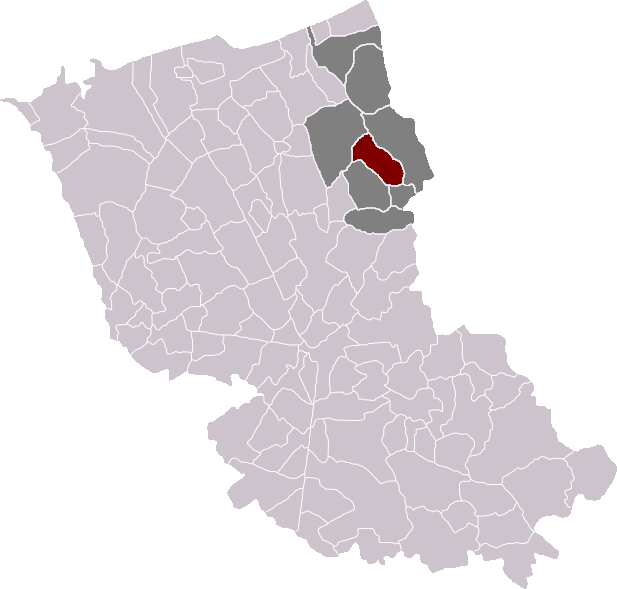
Localització de Killem

Killem  (en neerlandès Killem) és un municipi francès, situat a la regió dels Alts de França, al departament del Nord, que forma part de la Westhoek. L'any 2006 tenia 968 habitants. Limita amb Hondschoote, Oost-Cappel, Rexpoëde i Warhem.

## Demografia
| 1962                                       | 1968 | 1975 | 1982 | 1990 | 1999 |
| ------------------------------------------ | ---- | ---- | ---- | ---- | ---- |
| 737                                        | 823  | 820  | 849  | 976  | 989  |
| Des de 1962: població sense dobles comptes |      |      |      |      |      |

## Administració
| Període | Identitat          | Partit |
| ------- | ------------------ | ------ |
| 2001-   | Jean-Pierre Honoré |        |